# (940) Kordula

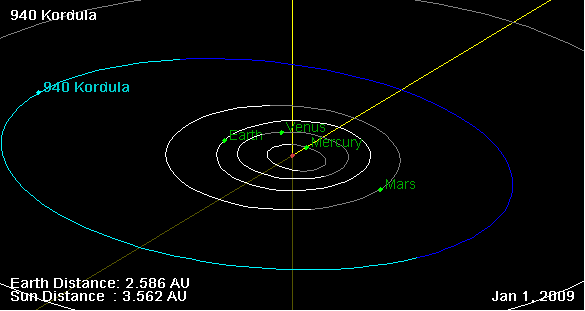
Orbita Korduli (940) i jego pozycja na dzień 01.01.2009 rok

(940) Kordula – planetoida należąca do zewnętrznej części pasa głównego asteroid okrążająca Słońce w ciągu 6 lat i 58 dni w średniej odległości 3,36 j.a. Została odkryta 10 października 1920 roku w Landessternwarte Heidelberg-Königstuhl w Heidelbergu przez Karla Reinmutha. Nazwa pochodzi od imienia żeńskiego. Przed nadaniem nazwy planetoida nosiła oznaczenie tymczasowe (940) 1920 HT.